# Södermanlands runinskrifter 73
Södermanlands runinskrifter 73 är en runsten i Lyttersta i Vingåkers kommun i Södermanland.
Stenen som står vid gränsen mellan Östergötland och Södermanland har tidigare fungerat som ett gränsmärke mellan landskapen. Den är 245 centimeter hög, 85 centimeter bred och 45 centimeter tjock, och står mitt i en skeppssättning strax intill sjön Tisnaren. Runhöjden är cirka en decimeter. Ristningens nedre del är skadad, men av dess ornering i övre delen, som domineras av ett stavkors, framgår att de på stenen omnämnda personerna konverterat till kristendomen.

## Inskriften
Translitterering av runraden:
: þurkunr : raisti : stain : þansi : abtiʀ : siriþ(i)ʀ ×
Normalisering till runsvenska:
Þorgunnr ræisti stæin þannsi æftiʀ Sigriðr(?)
Översättning till nusvenska:
Torgunn reste denna sten efter Sigrid (?).

## Bildgalleri

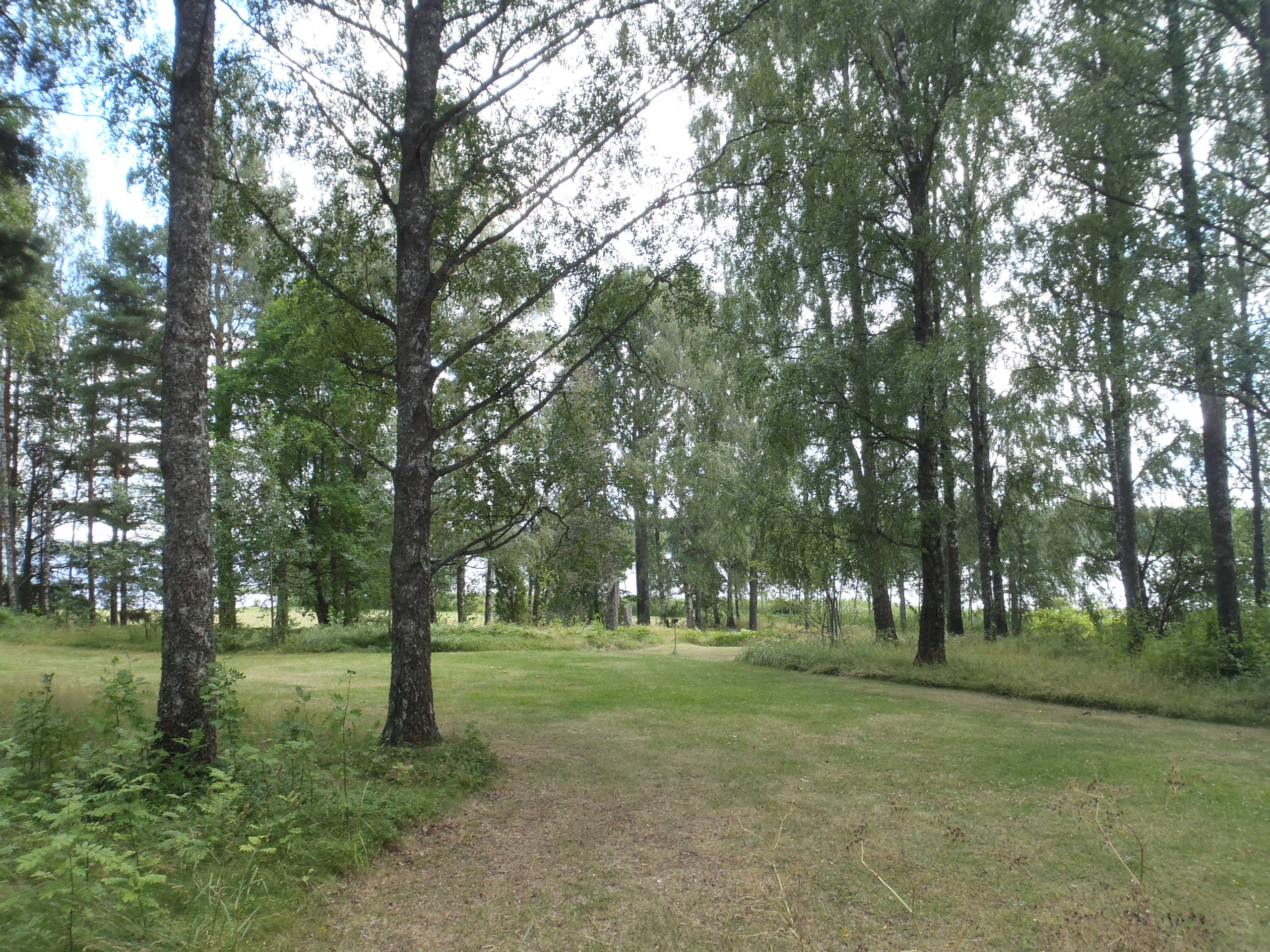
Lyttersta vid sjön Tisnaren.
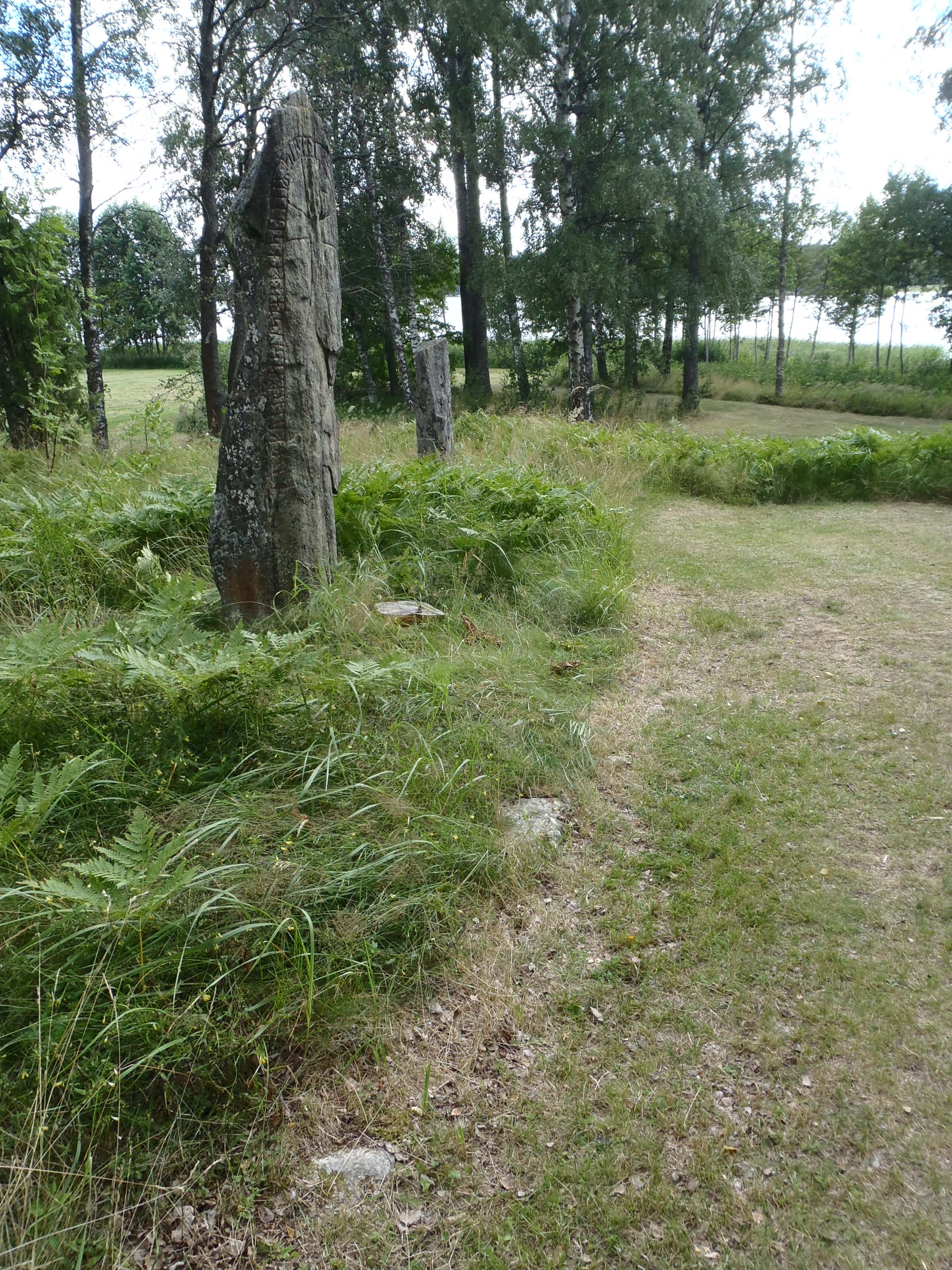
Runstenen och skeppssättningen i Lyttersta, vilka avbildades första gången på en teckning av Johan Peringskiöld 1680, där även "Rüda by" i Östergötland syns på andra sidan av viken till "Tysnarn Lacus".
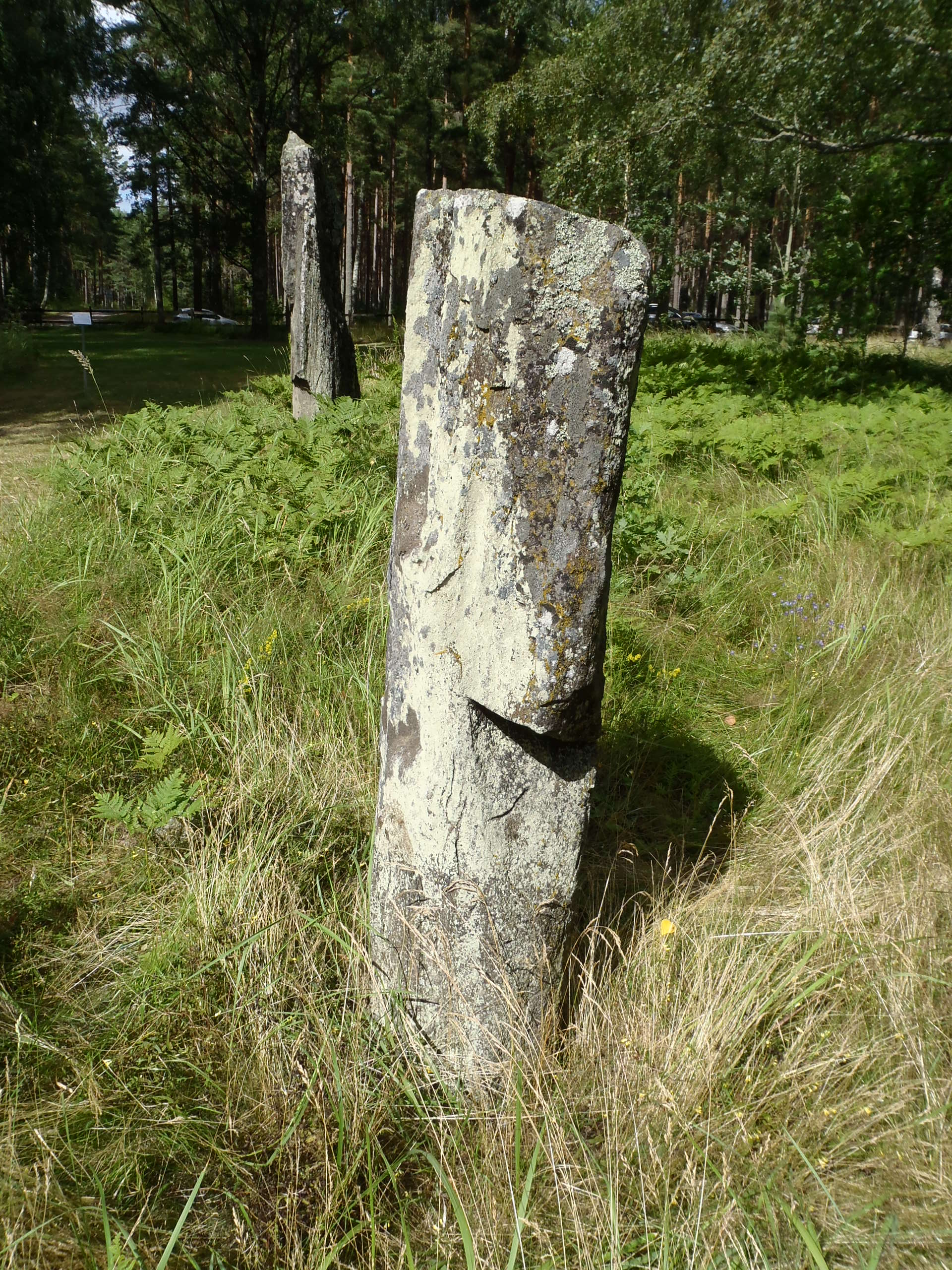
Skeppssättningen och runstenen i Lyttersta. Runstenen är rest nära mitten av en 12 meter lång skeppssättning som ligger 200 meter väster om Lytterstabadet, cirka 35 m från sjön Tisnaren. Stenen är ovanlig i den bemärkelsen, att den är rest av en kvinna över en annan kvinna.